# Kosmas Politis
Kosmas Politis (în greacă Κοσμάς Πολίτης; n. 16 martie 1888, Atena, Regatul Greciei – d. 23 februarie 1974, Atena, Grecia) a fost un romancier grec. Scrierile sale cele mai cunoscute sunt Eroica (1937) și La Hatzifrangos (1962).

## Biografie
S-a născut la Atena în 16 martie 1888, având numele real Paris (Paraskevas) Taveludis (în greacă Πάρις (Παρασκευάς) Ταβελούδης). Și-a demonstrat talentul narativ și liric cu romanul de debut târziu Λεμονοδάσος (Pădurea de lămâi, 1930), perfecționându-și cercetarea formală și analiza introspectivă în scrierile ulterioare Εκάτη (Hecate, 1933) și mai ales Eroïca (Eroica, 1937). A publicat apoi și alte romane: Τὸ Γυρί (Ghiri, numit după un cartier din Patras, 1944); Στοῦ Χατζηφράγκου (La Hatzifrangos, numele unui cartier, 1962-1963), în care Politis evocă perioada în care a locuit la Smirna, înainte de evacuarea grecilor în 1922.

## Scrieri
- Pădurea de lămâi (1930)
- Hecate (1933)
- Eroica (1937)
- Ghiri (1944)
- La Hatzifrangos (1962)